# Сьюдад-Реаль, Антонио
Антонио Сьюдад-Реаль (исп. Antonio de Ciudad Real; 1551, Сьюдад-Реаль, Испания — 5 июля 1617, Юкатан, Мексика) — испанский католический миссионер и филолог.
Вступил во францисканский орден в монастыре Сан-Хуан-де-лос-Рейес (Толедо). Был секретарём генерального комиссара Алонзо Понсе во время того поездки в Мексику и составил отчёт о данной поездке. Затем был провинциалом ордена в Юкатане.
В течение долгого времени изучал язык майя. Результатом этого являлся шеститомный словарь этого языка. Помимо этого, опубликовал проповеди и другие тексты.